# Смешанная частная производная

## Определение
Пусть функция {\displaystyle z=f(x,\;y)}, и её частные производные
{\displaystyle {\frac {\partial f}{\partial x}},\;{\frac {\partial f}{\partial y}}}
определены в некоторой окрестности точки {\displaystyle (x_{0},\;y_{0})}.
Тогда предел
{\displaystyle \lim _{\Delta y\to 0}{\frac {\displaystyle {{\frac {\partial f(x_{0},y_{0}+\Delta y)}{\partial x}}-{\frac {\partial f(x_{0},\;y_{0})}{\partial x}}}}{\Delta y}},}
если он существует, называется смешанной (смежной) производной функции {\displaystyle f(x,\;y)} в точке {\displaystyle (x_{0},\;y_{0})} и обозначается {\displaystyle {\frac {\partial ^{2}f(x_{0},\;y_{0})}{\partial y\partial x}}}.
Аналогично определяется {\displaystyle {\frac {\partial ^{2}f(x_{0},\;y_{0})}{\partial x\partial y}}} как
{\displaystyle \lim _{\Delta x\to 0}{\frac {\displaystyle {{\frac {\partial f(x_{0}+\Delta x,\;y_{0})}{\partial y}}-{\frac {\partial f(x_{0},\;y_{0})}{\partial y}}}}{\Delta x}},}
если он существует.
Смешанные частные производные порядка большего двух определяются индуктивно.[уточнить]

## Обозначение
- {\displaystyle {\frac {\partial ^{2}f}{\partial y\partial x}}={\frac {\partial ^{2}z}{\partial y\partial x}}=f''_{yx}=z''_{yx}}
- {\displaystyle {\frac {\partial ^{2}f}{\partial x\partial y}}={\frac {\partial ^{2}z}{\partial x\partial y}}=f''_{xy}=z''_{xy}}

## Свойства
- Если смешанные производные непрерывны в точке, то имеет место равенство {\displaystyle {\frac {\partial ^{2}f}{\partial x\partial y}}={\frac {\partial ^{2}f}{\partial y\partial x}}} .

## Пример Шварца
{\displaystyle f(x,\;y)={\begin{cases}\displaystyle {xy{\frac {x^{2}-y^{2}}{x^{2}+y^{2}}}},\quad x^{2}+y^{2}>0\\0,\quad x=y=0\end{cases}}\Rightarrow {\frac {\partial ^{2}f(0,\;0)}{\partial x\partial y}}=-1\neq 1={\frac {\partial ^{2}f(0,\;0)}{\partial y\partial x}}}
То есть смешанные производные в примере Шварца не равны.
- Имеет место теорема о равенстве смешанных производных

## Теорема Шварца
Пусть выполнены условия:
1. функции {\displaystyle z=f(x,\;y),\;{\frac {\partial f}{\partial x}},\;{\frac {\partial f}{\partial y}},\;{\frac {\partial ^{2}f}{\partial x\partial y}},\;{\frac {\partial ^{2}f}{\partial y\partial x}}} определены в некоторой окрестности точки {\displaystyle (x_{0},\;y_{0})}.
2. {\displaystyle {\frac {\partial ^{2}f}{\partial x\partial y}},\;{\frac {\partial ^{2}f}{\partial y\partial x}}} непрерывны в точке {\displaystyle (x_{0},\;y_{0})}.

Тогда {\displaystyle {\frac {\partial ^{2}f(x_{0},\;y_{0})}{\partial x\partial y}}={\frac {\partial ^{2}f(x_{0},\;y_{0})}{\partial y\partial x}}}, то есть смешанные производные второго порядка равны в каждой точке, где они непрерывны.
Теорема Шварца о равенстве смешанных частных производных индуктивно распространяется на смешанные частные производные высших порядков, при условии, что они непрерывны.
- Тем не менее, условие непрерывности смешанных производных отнюдь не является необходимым в теореме Шварца.

### Пример
{\displaystyle f(x,\;y)={\begin{cases}\displaystyle {\frac {x^{2}y^{2}}{x^{2}+y^{2}}},\quad x^{2}+y^{2}>0\\0,\quad x=y=0\end{cases}}\Rightarrow } смешанные производные второго порядка равны всюду (в том числе и в точке {\displaystyle (0,\;0)}), однако частные производные второго порядка не являются непрерывными в точке {\displaystyle (0,\;0)}
Так как {\displaystyle f(0,\;y)=0\;\forall y\in \mathbb {R} ,f(x,\;0)=0\;\forall x\in \mathbb {R} }, 
то {\displaystyle {\frac {\partial f}{\partial x}}(0,\;0)={\frac {\partial f}{\partial y}}(0,\;0)=0}
В остальных точках
{\displaystyle {\frac {\partial f}{\partial x}}(x,\;y)={\frac {2xy^{4}}{(x^{2}+y^{2})^{2}}}}
{\displaystyle {\frac {\partial f}{\partial y}}(x,\;y)={\frac {2x^{4}y}{(x^{2}+y^{2})^{2}}}}
Таким образом,
{\displaystyle {\frac {\partial f}{\partial x}}(x,\;0)=0\;\forall x\in \mathbb {R} }
{\displaystyle {\frac {\partial f}{\partial x}}(0,\;y)=0\;\forall y\in \mathbb {R} }
Следовательно,
{\displaystyle {\frac {\partial ^{2}f(x_{0},\;y_{0})}{\partial x\partial y}}={\frac {\partial ^{2}f(x_{0},\;y_{0})}{\partial y\partial x}}=0}
При {\displaystyle (x,\;y)\neq (0,\;0)}
{\displaystyle {\frac {\partial ^{2}f(x_{0},\;y_{0})}{\partial x\partial y}}={\frac {\partial ^{2}f(x_{0},\;y_{0})}{\partial y\partial x}}={\frac {8x^{3}y^{3}}{(x^{2}+y^{2})^{3}}}}
Легко видеть, что вторая смешанная производная имеет разрыв в точке {\displaystyle (0,\;0)}, так как
{\displaystyle \lim _{x\to 0}{\frac {\partial ^{2}f}{\partial x\partial y}}(x,\;x)=1}, а, например,
{\displaystyle \lim _{x\to 0}{\frac {\partial ^{2}f}{\partial x\partial y}}(x,\;-x)=-1}
.